# レムフェルデ
レムフェルデ (ドイツ語: Lemförde) は、ドイツ連邦共和国ニーダーザクセン州ディープホルツ郡のザムトゲマインデ・アルテス・アムト・レムフェルデに属すフレッケン（都市権の一部を認められた比較的大きな町）である。

## 地理

### 位置
レムフェルデは、オスナブリュックとブレーメンとの間、デュンマー湖やシュテムヴェーダー・ベルクに近いデュンマー自然公園内に位置している。この町は、ブロックム、ヒューデ、レムブルーフ、レムフェルデ、マール、クヴェルンハイム、シュテムスホルンからなるザムトゲマインデ・アルテス・アムト・レムフェルデ（集合自治体）の行政機関所在地である。

### 気候
レムフェルデの周辺地域は、北海からの湿った北西風による影響を受けた穏やかな海洋性気候が支配的である。レムフェルデの長期平均気温は 8.5 から 9.0℃、降水量は約 700 mm である。5月から8月までの間に平均20日から25日の夏日（最高気温が25℃を超える日）が観測される。

## 歴史
この町は1248年に初めて文献に記録されている。古くは Löwenförde、Leonis forda、Lauenfurth と表記されたが、後にニーダーザクセン南部に位置するフレッケンのラウエンフェルデ (Lauenförde) と区別するためにレムスフェルデ (Lemförde) と改名した。
最初の集落は、おそらく、現在のレムフェルトのアムツホーフの南側にあったミンデン＝オスナブリュックのシュトゥーレンベルク城に属した。領主権が南に向かって拡大したことに伴い、ディープホルツ伯は1316年以前にミンデン司教に対抗するための新しい城を建設し、これによりオスナブリュック方面からのディープホルツ支配に対する干渉を制御した。2016年にこの城に先行する建物が考古学的に証明された。この遺構は14世紀に南に向かって拡張され、そのために堀が埋め立てられ、最大 1.8 m の堀に粘土が運び込まれた。この城は厚さ約 1.5 m、高さ 2 m の壁で護られていた。これは平坦な土地ででは十分な設備であった。22本の大きなオークの柱が、おそらく大きな建物を支えていた。この城は、1248年に「Stu…erg」という不完全な形でのみ伝えられている城である可能性がある。

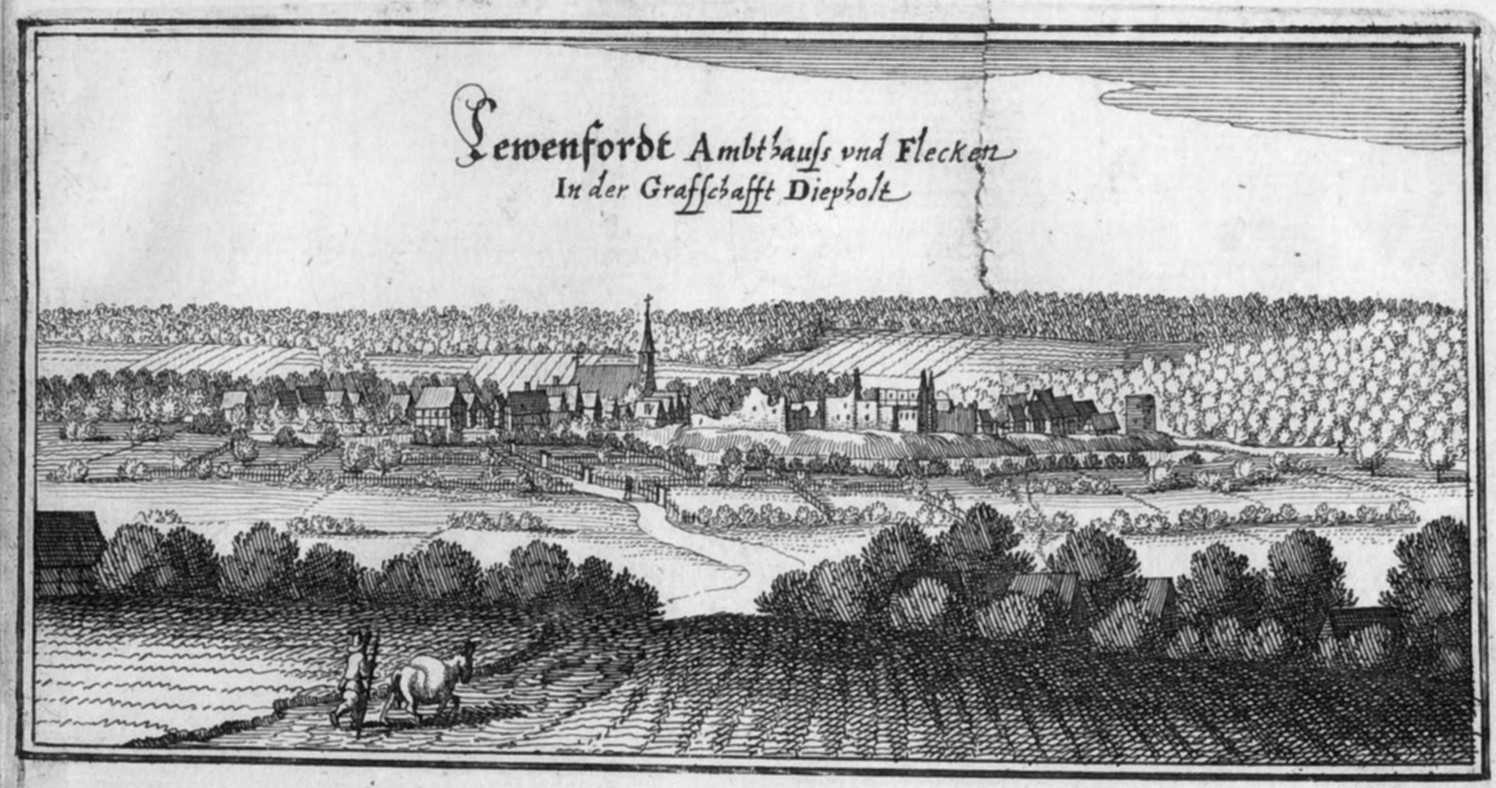
1654年に出版されたマテウス・メーリアンの銅版画に描かれたレムフェルデ

15世紀から16世紀にかけて長く続いたミンデン司教とディープホルツ領主家とのフェーデの間、ディープホルツ家はその所領を皇帝の管轄下に入れ、領主権をレーエンとして戻してもらうこととした。この帝国直轄状態によりディープホルツ家は1521年から伯爵位を主張し、1530年からこれを行使した。レムフェルデ城は1403年からアムト（地方行政区分）の本部となった。アムト・レムフェルデの下位組織としてフォークタイ・マール（代官区）とフォークタイ・アム・ベルゲが設けられた。
こうして建設した所領の安全性を確保するために交通網の整備が必要であった。ディープホルツ家は、オスナブリュックからブレーメンへの街道の一部、南のレムフェルデ防衛要塞からディープホルツまでを建設した。これは現在の連邦道 B51号線のルートである。これは新たな収入源にもなった。シュテムヴェーダー・ベルクとオクゼンモーアとの間の泥湿地を通るこのルートはオスナブリュックからブレーメンへの最短ルートであり、これを利用するものは通行税を支払わなければならなかったためである。
1629年のニーンブルク条約により、ミンデン司教とディープホルツ伯との間で1世紀以上にわたったシュテムヴェーダー・ベルクの主権を巡る争いが終結した。シュテムヴェーダー・ベルクの尾根に両主権間の境界が引かれ、境界が確定した。これが現在のミンデン＝リュベッケ郡とディープホルツ郡との郡境であり、したがってノルトライン＝ヴェストファーレン州とニーダーザクセン州との州境にもなっている。
ディープホルツ伯家が断絶した後、レムフェルデを含むディープホルツ伯領は1585年にブラウンシュヴァイク＝リューネブルク公領となった。
三十年戦争では重点目標とされ、城は1642年にスウェーデン軍によって主館を除いて破壊された。1655年3月15日の大火で教会、牧師館、多くの民家が灰燼に帰した。クリスティアン＝ルートヴィヒ・フォン・ブラウンシュヴァイクや数人の住民、ディープホルツの代官アドルフ・フリードリヒ・ヴォルツァンの支援により、新たな教会堂が4年後に完成した。1956年の四旬節の日曜日に、ディープホルツの教区監督官ヨハン・ニーマンによって完成を祝った。
この教会は1889年に取り壊され、3代目にあたる現在のネオロマネスク様式の教会が1890年に完成し、1986年に修復された。現在の彩色は創建時の姿を再現している。
1642年に破壊された城をハノーファー王国のアムトホーフ（アムトの役所）に改造する工事が1671年に行われた。1779年から1783年に重厚な建物がそれまでの3階建ての木組み建築と融合された。レムフェルデ代官区から1723年にハノーファー選帝侯領アムト・レムフェルデが創設された。アムト・レムフェルデは1859年に廃止され、アムト・ディープホルツに統合された。
1866年にハノーファー王国が消滅して以後アムトホーフ・レムフェルデ（アムト役場）はその所有者が何度も交替した。1937年には女子国家労働奉仕団がこれを利用した。戦後は。西プロイセンのビエンツボルクからの女子社会奉仕団が荒廃したアムツホーフに入居した。この建物は1968年に取り壊されることになっていたが、費用がかかることから解体は取りやめになった。
1990年にレムフェルデ中心部の再開発が始まったことに伴い、アムツホーフも修復がなされた。この建物は2016年以降町役場増築のために拡張され、ザムトゲマインデ・アルテス・アムト・レムフェルデの役所がここに入居し、再び「アムトホーフ」（役所）の機能を回復した。
1945年以降レムフェルデは、特に工業系企業の進出により、かつての農業主体の町から工業の町へ発展した。これに伴い人口も、1945年の1,480人（1937年に857人であったが、疎開、難民、追放された人々によって増加していた）から継続的に増加し、現在は3,000人を超えている。

## 行政

### 議会
レムフェルデの町議会は15議席からなる。

### 首長
シュテファニー・ブトケ＝シュタムブッシュは2013年からこの町の町長を務めている。
過去の名誉職の町長を列記する
- 2006年 - 2013年: ヴィルヘルム・リュムケ (CDU)
- 2013年 - : シュテファニー・ブトケ＝シュタムブッシュ

### 紋章
図柄: 赤地。緑色の地面の上に、青い爪、青い舌を見せて歩む金色の獅子。1316年にディープホルツ伯が城を築いたとき、紋章動物の獅子（ライオン、ドイツ語: Löwen）にちなんで、この城をロイエンフォルデ城 (ドイツ語: Burg Leuenvorde) と名付けた。その後城の周りに城下町が発展し、城はアムトの所在地となった。古くからの印章は存在していなかったが、おそらく遅くとも1611年の特権授与により印章の使用が認められたと考えられる。獅子の由来は、そのティングに基づきヴェルフの獅子を紋章に用いたディープホルツ家にある。

## 文化と見所

### 建築

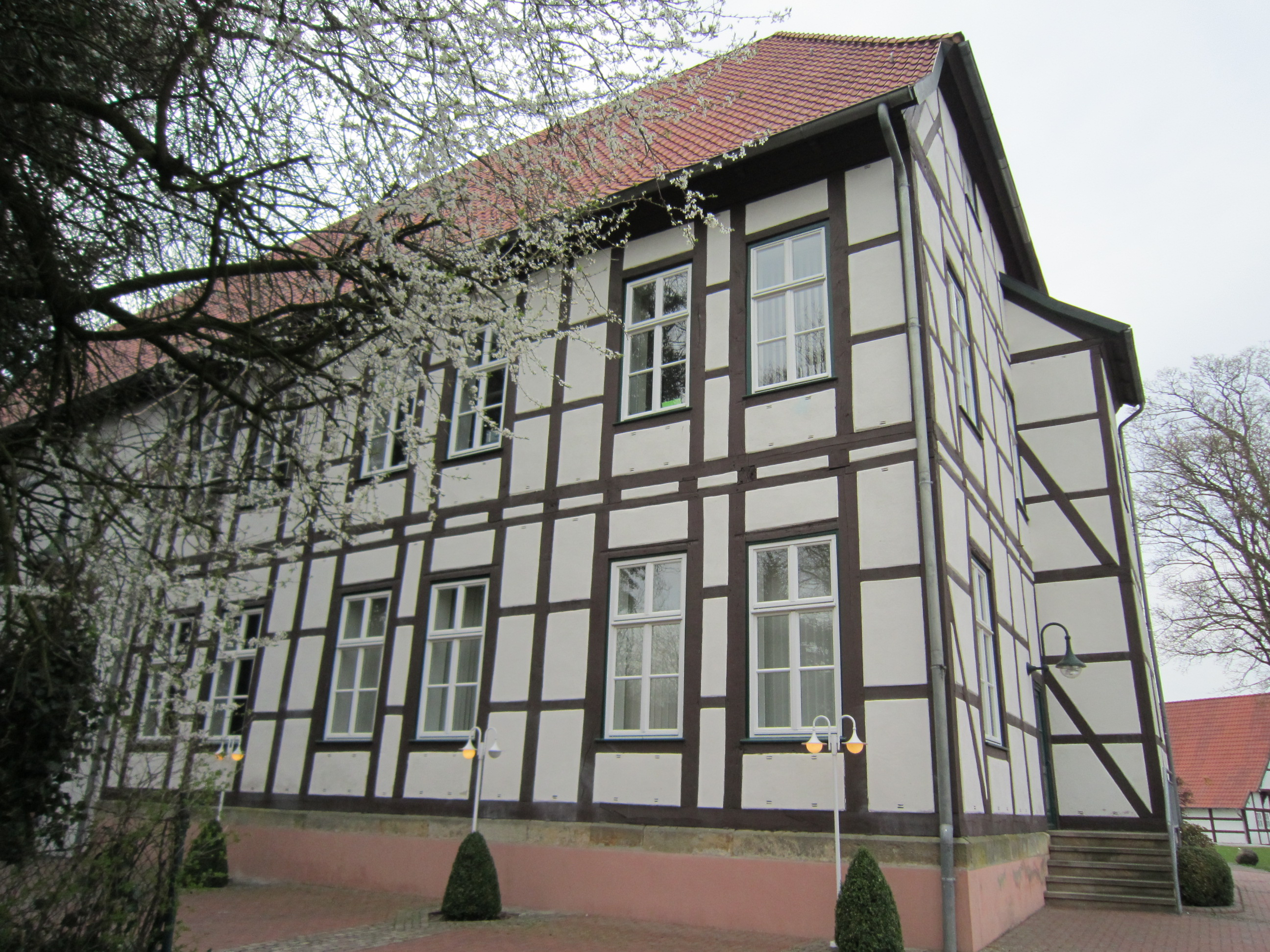
アムツホーフ

レムフェルデの建造文化財リストには19件の建造物が登録されている。このリストには以下のものが含まれる。
- アムツホーフ。かつてのディープホルツ伯の行政機関所在地である[7]。この建物は、14世紀の地下倉庫を有する荒石作りの棟と、1779年から1783年に建設された木組み建築の部分からなる。石造部部分にはかつて別の棟が接続していた。1階のリッターザール（騎士の間）は、現在、催し物や結婚式に利用されている。上階はザムトゲマインデの行政機関の、社会局、治安局、住民登録局を含む分庁舎となっている。地下倉庫ではレストランが営業している。アムツホーフは2016年から町役場増築により拡張された。
- 旧シナゴーグ。レムフェルトの比較的大きなユダヤ教組織（1821年にレムフェルトの総人口約700人中およそ50人がこの組織に加盟していた）は、フリードリヒ・ケンパーによりこの建物を入手し、ここに礼拝施設を造った。1938年11月10日、突撃隊員がこの建物を襲撃し、動かせるものは道路に投げだして焼却した。1943年からは公式にはユダヤ人の教会はレムフェルデに存在していない。この建物は現在個人所有となっている。
- 旧町役場と学校。1818年に建設され、1933年まで学校として使われた。現在は個人所有である。
- フランス占領時代の司令官の館。メインストリートに建つ。現在は個人所有の店舗兼住宅である。
- 牢獄を含む中世の城壁の遺構
- 旅館「ツーム・ドイチェン・ハウス」（ドイツ館）。現在はギリシア料理のレストラン。300年前から建っている旧レーヴェン薬局とならんで、レムフェルデに現存する最も古い旅館の1つである。
- ドクター通りの「ドクターハウス」。元々は17世紀に建設された建物で、創建時に造られたバロック様式の門を持つ。家屋は近年取り壊され、下の様式で建設しなおされたものである。
- 「ツォルハウス」彩色された玄関を持つ。現在は保険会社となっている。

### 公共スペースの芸術作品
レムスフェルトの町の景観には、彫刻家カール＝ハインツ・フリードリヒの2つの芸術作品が寄与している。1980年代に創られたブロンズ製およびブロンズと花崗岩による作品である。
- 貯蓄銀行前のカンムリカイツブリのブロンズ像（1981年）
- ライフアイゼン公園のダイサギのブロンズ像を持つ花崗岩の泉（1984年）

## 経済と社会資本

### 交通
町の西を連邦道 B51号線（ブレーメン - オスナブリュック）が通っている。
鉄道ヴァネ＝アイケル - ハンブルク線のレムフェルト駅は、シュテムスホルンの町域にある。1873年5月15日に旅客運行および石炭輸送が始まり、駅は旅客・郵便輸送に関して町域を越えて重要性を増し、さらにいくつかの企業が独自の引き込み線を有していた。1983年12月9日に新たな駅舎が開業し、古い駅舎は1986年に取り壊された。現在はレギオナルエクスプレス RE 9（オスナブリュック - ブレーメン - ブレーマーハーフェン）が運行している。
駅舎は2016年からレムフェルデ町の所有となっている。

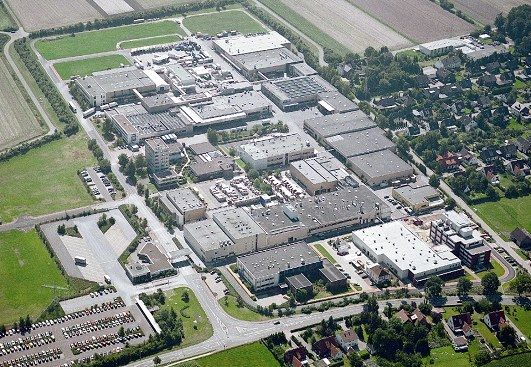
BASFポリウレタンGmbH

### 地元企業
- BASFポリウレタンGmbH、旧エラストグランGmbH、BASFグループ。ポリウレタン（合成樹脂）分野の世界的先端企業。レムフェルデで約1,400人の従業員が自動車製造の分品を生産している。
- レムフェルダー・オルヒディーンエンツフト（ラン栽培）。ランの栽培と個人向け・大規模市場向け販売
- ZFレムフェルダーGmbH

### 教育
2011年11月4日にディープホルツ郡の郡議会はオーバーシューレ・レムフェルデを、ヴァルター・フォン・ザンデン＝グーヤとその妻エディトにちなんで命名することを決議した。これ以後この学校は、フォン＝ザンデン＝オーバーシューレ・レムフェルデという校名を名乗っている。

## 参考図書
- Martin Zeiller (1647). “Lewenfort”. In Matthäus Merian. Topographia Westphaliae. Topographia Germaniae. 8 (1 ed.). Frankfurt am Main. p. 86
- Martin Zeiller (1654). Matthäus Merian. ed. Topographia Ducatus Brunswick et Lüneburg. Topographia Germaniae. 15 (1 ed.). Frankfurt am Main
- Ludger von Husen, Horst Meyer, ed (1998). Flecken Lemförde. Eine Gemeinde zwischen Dümmer und Stemweder Berg. 1248–1998. Diepholz
- Nancy Kratochwill-Gertich; Antje C. Naujoks (2005). “Lemförde”. In Herbert Obenaus, David Bankier, Daniel Fraenkel. Historisches Handbuch der jüdischen Gemeinden in Niedersachsen und Bremen. Göttingen. pp. 973–981
- Hans-Cord Sarnighausen (2011), “Zum Amtshaus von 1707 bis 1859 in Lemförde”, Zwischen Hunte und Weser (Diepholz) (63):  pp. 8–9
- Hans-Cord Sarnighausen (2012), “Amtsjuristen von 1707 bis 1859 in Lemförde bei Diepholz”, Genealogie, Deutsche Zeitschrift für Familienkunde (Verlag Degener) (4):  pp. 326–344
- Gunter Becker (2005). Thematischer Tourismus, angewandt auf die Dümmerregion: Ein Konzept für die touristische Entwicklung ländlicher Räume. Berlin. ISBN 978-3-86624-033-9